# 韓基燦
韓基燦（韓語：한기찬，1998年9月6日—），男，韓國演員、模特兒。2019年以Fantagio練習生名義，參加韓國Mnet選秀節目《PRODUCE X 101》，最終排名為第57名。2020年以BL網路劇《在你視線停留的地方》正式出道。

## 演出作品

### 電視劇
| 年份 | 播放平台 | 劇名                                 | 角色   | 備註 |
| 2020 | W-STORY  | 《在你視線停留的地方》               | 韓泰周 |      |
| 2022 | Naver TV | 《Ocean Likes Me喜歡像大海一樣的你》 | 韓大海 |      |
| 2022 | SBS      | 《Again My Life》                    | 金英日 |      |
| 2024 | KBS 2TV  | 《隨意愛我吧》                       | 金弘學 |      |

### 綜藝
| 年份 | 播放平台 | 綜藝節目      | 備註   |
| 2019 | Mnet     | PRODUCE X 101 | 第57名 |

### 電影
| 年份   | 片名       | 角色 | 備註 |
| 2023年 | 《那首歌》 | 晴明 |      |
| 2025年 | 《囍宴》   | 珉   |      |

## 外部連結
- 官方网站
- namu wiki （页面存档备份，存于）
- 韓基燦在互联网电影资料库（IMDb）上的資料（英文）
- 韓基燦在HanCinema的頁面（英文）
- 韓基燦的Instagram帳戶